# Premi Pfizer
El premi Pfizer és atorgat anualment per la History of Science Society «en reconeixement d'un destacat llibre sobre la història de la ciència».

## Llista de guardonats
- 1959 Marie Boas Hall, Robert Boyle and Seventeenth-Century Chemistry (Nova York: Cambridge University Press, 1958).
- 1960 Marshall Clagett, The Science of Mechanics in the Middle Ages (Madison: University of Wisconsin Press, 1959).
- 1961 Cyril Stanley Smith, A History of Metallography: The Development of Ideas on the Structure of Metal before 1890 (Chicago: University of Chicago Press, 1960).
- 1962 Henry Guerlac, Lavoisier, The Crucial Year: The Background and Origin of His First Experiments on Combustion in 1772 (Ithaca, N.Y.: Cornell University Press, 1961)
- 1963 Lynn White, Jr., Medieval Technology and Social Change (Nova York: Oxford University Press, 1962).
- 1964 Robert E. Schofield, The Lunar Society of Birmingham: A Social History of Provincial Science and Industry in Eighteenth-Century England (London: Oxford University Press, 1963).
- 1965 Charles D. O'Malley, Andreas Vesalius of Brussels, 1514-1564 (Berkeley: University of California Press, 1964).
- 1966 L. Pearce Williams, Michael Faraday: A Biography (Nova York: Basic Books, 1965).
- 1967 Howard B. Adelmann, Marcello Malpighi and the Evolution of Embryology (Ithaca, N.Y.: Cornell University Press, 1966).
- 1968 Edward Rosen, Kepler's Somnium (Madison: University of Wisconsin Press, 1967).
- 1969 Margaret T. May, Galen on the Usefulness of the Parts of the Body (Ithaca. N.Y.: Cornell University Press, 1968).
- 1970 Michael Ghiselin, The Triumph of the Darwinian Method (Berkeley: University of California Press, 1969).
- 1971 David Joravsky, The Lysenko Affair (Cambridge, Mass.: Harvard University Press, 1970).
- 1972 Richard S. Westfall, Force in Newton's Physics: The Science of Dynamics in the Seventeenth Century (Nova York: American Elsevier, 1971).
- 1973 Joseph Fruton, Molecules and Life: Historical Essays on the Interplay ofChemistry and Biology (Nova York: John Wiley, 1972).
- 1974 Susan Schlee, The Edge of an Unfamiliar World: A History of Oceanography (Nova York: Dutton, 1973).
- 1975 Frederic L. Holmes, Claude Bernard and Animal Chemistry: The Emergence of a Scientist (Cambridge: Harvard University Press, 1974).
- 1976 Otto Neugebauer, A History of Ancient Mathematical Astronomy (3 vols.) (Nova York: Springer-Verlag, 1975).
- 1977 Stephen G. Brush, The Kind of Motion We Call Heat (Amsterdam/New York: North-Holland, 1976).
- 1978 Allen G. Debus, The Chemical Philosophy: Paracelsian Science and Medicine in the Sixteenth and Seventeenth Centuries (Nova York: Science History Publications, 1977).
- 1978 Merritt Roe Smith, Harpers Ferry Armory and the New Technology: The Challenge of Change (Ithaca, N.Y./London: Cornell University Press, 1977).
- 1979 Susan Faye Cannon, Science in Culture: The Early Victorian Period (Nova York: Science History Publications, 1978).
- 1980 Frank J. Sulloway, Freud, Biologist of the Mind: Beyond the Psychoanalytic Legend (Nova York: Basic Books, 1979).
- 1981 Charles Coulston Gillispie, Science and Polity in France at the End of the Old Regime (Princeton, N.J.: Princeton University Press, 1980).
- 1982 Thomas Goldstein, Dawn of Modern Science: From the Arabs to Leonardo da Vinci (Nova York: Hougbton Mifllin, 1980).
- 1983 Richard S. Westfall, Never at Rest: A Biography of lsaac Newton (Cambridge: Cambridge University Press, 1980).
- 1984 Kenneth R. Manning, Black Apollo of Science: The Life of Ernest Everett Just (Oxford: Oxford University Press, 1983).
- 1985 Noel Swerdlow and Otto Neugebauer, Mathematical Astronomy in Copernicus's De Revolutionibus (Nova York: Springer-Verlag, 1984).
- 1986 I. Bernard Cohen, Revolution in Science (Cambridge, Mass.: Belknap Press of Harvard University Press, 1985).
- 1987 Christa Jungnickel and Russell McCormmach, Intellectual Mastery of Nature: Theoretical Physics from Ohm to Einstein; Volume I: The Torch of Mathematics, 1800-1870; Volume II: The Now Mighty Theoretical Physics, 1870-1925 (Chicago: University of Chicago Press, 1986).
- 1988 Robert J. Richards, Darwin and the Emergence of Evolutionary Theories of Mind and Behavior (Chicago: University of Chicago Press, 1987).
- 1989 Lorraine J. Daston, Classical Probability in the Enlightenment (Princeton, NJ.: Princeton University Press, 1988).
- 1990 Crosbie Smith and M. Norton Wise, Energy and Empire: A Biographical Study of Lord Kelvin (Cambridge: Cambridge University Press, 1989).
- 1991 Adrian Desmond, The Politics of Evolution: Morphology, Medicine, and Reform in Radical London (Chicago: University of Chicago Press, 1989).
- 1991 John W. Servos, Physical chemistry from Ostwald to Pauling : the making of a science in America, Princeton, N.J. : Princeton University Press, 1990. ISBN 0-691-08566-8
- 1992 James R. Bartholomew, The Formation of Science in Japan: Building a Research Tradition (New Haven: Yale University Press, 1989).
- 1993 David Cassidy, Uncertainty: The Life and Science of Werner Heisenberg (Nova York: Freeman, 1992).
- 1994 Joan Cadden, The Meanings of Sex Difference in the Middle Ages (Cambridge: Cambridge University Press, 1993).
- 1995 Pamela H. Smith, The Business of Alchemy: Science and Culture in the Holy Roman Empire (Princeton, NJ: Princeton University Press, 1994).
- 1996 Paula Findlen, Possessing Nature: Museums, Collecting, and Scientific Culture in Early Modern Italy (Berkeley: University of California Press, 1995).
- 1997 Margaret W. Rossiter, Women Scientists in America: Before Affirmative Action, 1940-1972 (Baltimore: Johns Hopkins University Press, 1995).
- 1998 Peter Galison, Image and Logic: A Material Culture of Microphysics (Chicago: University of Chicago Press, 1997).
- 1999 Lorraine Daston and Katharine Park, Wonders and the Order of Nature, 1150-1750 (Zone Books, 1998).
- 2000 Crosbie Smith, The Science of Energy: A Cultural History of Energy Physics (University of Chicago Press, 1998).
- 2001 John Heilbron, The Sun in the Church: Cathedrals as Solar Observatories (Harvard University Press, 1999).
- 2002 James Secord, Victorian Sensation: The Extraordinary Publication, Reception, and Secret Authorship of Vestiges of the Natural History of Creation(University of Chicago Press, 2000).
- 2003 Mary Terrall, The Man Who Flattened the Earth: Maupertuis and the Sciences in the Enlightenment (University of Chicago Press, 2002).
- 2004 Janet Browne, Charles Darwin: The Power of Place (Princeton University Press, 2003)
- 2005 William Newman and Lawrence Principe, Alchemy Tried in the Fire: Starkey, Boyle, and the Fate of Helmontian Chymistry
- 2006 Richard W. Burkhardt, Jr., Patterns of Behavior: Konrad Lorenz, Niko Tinbergen, and the Founding of Ethology
- 2007 David Kaiser, Drawing Theories Apart: The Dispersion of Feynman Diagrams in Postwar Physics (University of Chicago, 2005)
- 2008 Deborah Harkness, The Jewel House: Elizabethan London and the Scientific Revolution (Yale University Press, 2007)
- 2009 Harold J. Cook, Matters of Exchange: Commerce, Medicine, and Science in the Dutch Golden Age (Yale University Press, 2007)
- 2010 Maria Rosa Antognazza, Leibniz: An Intellectual Biography (Cambridge University Press, 2009)
- 2011 Eleanor Robson, Mathematics in Ancient Iraq: A Social History (Princeton University Press, 2008)
- 2012 Dagmar Schaefer, The Crafting of the 10,000 Things: Knowledge and Technology in Seventeenth-Century China (University of Chicago Press, 2011)
- 2013 John Tresch, Romantic Machines: Utopian Science and Technology after Napoleon (University of Chicago Press, 2012)
- 2014 Sachiko Kusukawa, Picturing the book of nature: Image, text and argument in sixteenth-century human anatomy and medical botany (University of Chicago Press, 2012)
- 2015 Daniel Todes, Ivan Pavlov: A Russian Life in Science (Oxford University Press, 2014)
- 2016 Omar W. Nasim, Observing by Hand. Sketching the Nebulae in the Nineteenth Century (University of Chicago Press, 2013)
- 2017 Tiago Saraiva, Fascist Pigs: Technoscientific Organisms and the History of Fascism (MIT Press, 2016)
- 2018 Anita Guerrini, The Courtiers' Anatomists: Animals and Humans in Louis XIV’s Paris (University of Chicago Press, 2015)
- 2019 Deborah R. Coen, Climate in Motion: Science, Empire, and the Problem of Scale (University of Chicago Press, 2018)